# Concurso de Directores de Orquesta de la Unión Soviética
El Concurso de Directores de Orquesta de la Unión Soviética se celebró por primera vez en 1938 en Moscú, con un jurado presidido por Samuel Samosud que incluyó también a Nikolái Miaskovski, Heinrich Neuhaus, Alexander Goldenweiser, Aleksandr Gauk, Dmitri Kabalevski y otros destacados músicos. El concurso volvió a celebrarse otras cinco veces entre 1966 y 1988.

## Laureados

### 1938: I Edición
- Yevgeni Mravinski (primer premio)
- Natan Rakhlin (segundo premio)
- Aleksander Melik-Pashayev (segundo premio)
- Konstantin Ivanov (tercer premio)
- Marcos Paverman (cuarto premio)
- Kiril Kondrashin (diploma)[2]

### 1966: II Edición
- Yuri Temirkánov (primer premio)[3]
- Alexander Sergeyevich Dmitriyev
- Fuad Mansurov
- Yuri Simonov
- D. Tyulin
- Maxim Shostakovich

### 1971: III Edición
- Aleksander Lázarev
- Waldemar Nelson

### 1976: IV Edición
- Valery Gergiev[4]

### 1983: V Edición
- Gintaras Rinkevičius

### 1988: VI Edición
- Aleksnder Polianichko (primer premio)[5]
- Aleksander Polishchuk (tercer premio)[6]
- Rashid Skuratov (tercer premio)